# Archaeaspis
Archaeaspis (лат.) — вымерший род трилобитов из отряда редлихиид (Redlichiida). Обитал в позднем атдабанском веке, который длился от 521 до 514 миллионов лет назад, в раннем кембрийском периоде. Первые образцы обнаружены в Сибири, где считались эндемичными. Позднее окаменелости животного нашли в горах Иньо в Южной Калифорнии. Эдиакарский проартикулят получил такое же название — Archaeaspis (Ivantsov, 2001). Это пример таксономического омонима. Поскольку Archaeaspis (Repina in Khomentovskii & Repina, 1965), данное трилобиту, имеет приоритет, в качестве валидного названия для проартикулята было выбрано Archaeaspinus (Ivantsov, 2007).

## Этимология
Родовое название образовано от др.-греч. ἀρχαῖος (archaīos) — древний, и др.-греч. ἀσπίς (aspis) — щит. У названий видов разное происхождение.
- A. hupei назван в честь Пьера Юпе[англ.] — выдающегося французского палеонтолога.
- A. nelsoni назван в честь Клема Нельсона — почётного профессора, работавшего в Университете Калифорнии в Лос-Анджелесе и на исследовательской станции Уайт-Маунтин. Он собрал материал образцов, на котором и основано описание этого вида[1].
- A. macropleuron состоит из др.-греч. μακρος (makros) — «крупный», и др.-греч. πλευρών (pleuron) — ребро, по причине наличия макроплеврального шипа на третьем сегменте торакса у этого вида[1].

## Распространение
- A. hupei найден на Сибирской платформе[6].
- A. nelsoni обнаружен в нижнем кембрии Калифорнии, США (вероятно, в зоне Nevadella), округ Иньо; на небольшом холме к югу от восточно-западной дороги, ведущей к каньону Сильвер, слой Монтенегро формации Кампито, горы Бланко; также на обращённом на юг склоне на северной стороне небольшого восточно-западного каньона на восточной стороне дороги, формация Кампито, рядом с Бишопом[1].
- A. macropleuron известен из нижнего кембрия Калифорнии, США (вероятно, зона Nevadella), округ Иньо; на небольшом холме к югу от восточно-западной дороги, ведущей к каньону Сильвер, слой Монтенегро формации Кампито, горы Бланко; формация Кампито возле Ваукоба-Спрингс[1].

## Описание
У Archaeaspis, как у многих ранних трилобитов, почти плоский экзоскелет, который лишь слегка кальцирован, и серповидные контуры глаз. Дорсальные (спинные) швы отсутствуют — признак подотряда Olenellina. Надсемейство Fallotaspidoidea, в которое включают Archaeaspis, отличается от других Olenellina особенностями цефалона и, в частности, глабеллы. Она сужается вперёд, её передняя доля (нумерована как L4, поскольку счёт ведётся со стороны торакса) такая же длинная, как задняя (L0), меньше, чем у других Olenellina. Контуры глаз (окулярные доли) соприкасаются, но не сливаются со всем передним краем глабеллы. У Archaeaspis передняя доля глабеллы (L4) не соприкасается с передней бороздкой на кайме, но соединяется с ней гребнем на средней линии (плектруме). Имеется заметный гребень, пересекающий область между глазными контурами и задней частью глабеллы назад и немного наружу примерно под углом 10° (интерокулярный гребень).

## Видовой ключ
| 1 | Гребень, окаймляющий головной щит (или переднюю кайму) прямо перед боками глабеллы, почти в 1¼ раза шире самой дальней доли глабеллы (затылочное кольцо или L0). Передняя кайма закруглена поперёк. Глазной контур (окулярная доля) направлен назад и немного наружу (линия между задним кончиком окулярной доли и местом соединения внутреннего края и передней доли глабеллы образует угол почти 20° со средней линией). → 2 |
| - | Передняя кайма составляет приблизительно 1½ от ширины L0, дорсально плоская. Тангенциальная часть окулярной доли направлена назад и существенно наружу под углом 35°-45°. → Archaeaspis hupei |
| 2 | Боковые шипы третьего сегмента торакса (T3) сопоставимы в размерах с боковыми шипами соседних сегментов. Расстояние между передней каймой цефалона и передней долей глабеллы (предглабельное поле) составляет ¼-¾ от длины L0. Сегменты оси торакса гладкие или со слабым утолщением. → Archaeaspis macropleura |
| - | У T3 длинные плевральные шипы, достигающие длины торакса, шип на T4 почти отсутствует. Предглабельное поле оставляет ¾-1¼ от длины L0. На оси торакса имеются отдельные утолщения. → Archaeaspis nelsoni |